# KaiOS

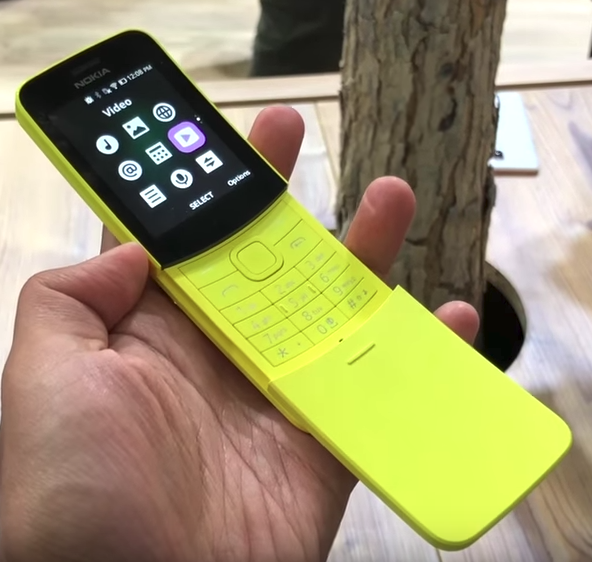
Nokia 8110 4G

KaiOS là một hệ điều hành di động nền tảng web dựa trên Linux. Nó được chia tách từ B2G (Boot to Gecko), một bản kế thừa dựa trên cộng đồng nguồn mở của HĐH Firefox đã bị Mozilla ngừng phát triển vào năm 2016.
Các tính năng chính của KaiOS hỗ trợ 4G LTE E, GPS và Wi-Fi với các ứng dụng dựa trên HTML5 và thời lượng pin dài hơn cho các thiết bị không cảm ứng với giao diện người dùng được tối ưu hóa, ít bộ nhớ và tiêu thụ năng lượng. Nó cũng có tính năng cập nhật qua mạng. Một chợ ứng dụng chuyên dụng có tên KaiStore cho phép người dùng tải xuống ứng dụng. Một số dịch vụ được tải sẵn dưới dạng các ứng dụng HTML5, bao gồm Twitter, Facebook và YouTube. Hệ điều hành tương đối nhẹ về sử dụng tài nguyên phần cứng và có thể chạy trên các thiết bị chỉ với 256 MB bộ nhớ. Trong kết quả nghiên cứu thị phần được công bố vào tháng 5 năm 2018, KaiOS đã đánh bại iOS của Apple để giành vị trí thứ hai tại Ấn Độ, trong khi Android chiếm ưu thế với 71%, mặc dù giảm 9%. Sự tăng trưởng của KaiOS chủ yếu là do sự phổ biến của JioPhone có giá cạnh tranh.
Hệ điều hành này xuất hiện lần đầu tiên vào năm 2017 và được phát triển bởi KaiOS Technologies Inc., một công ty có trụ sở tại San Diego, California do CEO Sebastien Codeville đứng đầu có văn phòng tại các quốc gia khác. Vào tháng 6 năm 2018, Google đã đầu tư 22 triệu đô la Mỹ vào hệ điều hành.
Trong Q1 2018, 23 triệu thiết bị KaiOS đã được xuất xưởng.
Đây là hệ điều hành điện thoại phổ biến thứ hai của Ấn Độ.

## Thiết bị

Jio Phone

Các thiết bị đi kèm với KaiOS bao gồm:
- Alcatel OneTouch Go Flip[17] (được gọi là Cingular Flip 2 trên AT&T[18]) và 3088X
- Reliance Jio JioPhone, JioPhone F30C, F101K, F10Q, F120B, F220B, F30C, F41T, F50Y, F61F, F81E, F90M, LF-2403N[19][20][21][22], JioPhone 2, F300B, F310B
- Nokia 8110 4G, Nokia 2720 Flip, Nokia 800 Tough, 6300 4G, 8000 4G (chạy Smart Feature OS, nền tảng dựa trên KaiOS)[23][24]
- Doro 7050/7060[25]
- CAT B35[26]
- Maxcom MK241, MK281[27]
- WizPhone WP006. Ra mắt tại Indonesia trong quan hệ đối tác với Google và Alfamart[28]
- Điện thoại MTN 3G (MTN Smart S 3G)[29]
- Sony MyFlip (TracFone)
- Energizer E241s

## Mã nguồn mở
Với việc phát hành của Nokia 8110 4G, một cộng đồng tích cực xung quanh cả KaiOS và điện thoại phát sinh và phát hành phiên bản đầu tiên của một Jailbreak. Điều này mang đến cho người dùng khả năng sử dụng các ứng dụng Firefox OS cũ trên các thiết bị KaiOS, cũng như flash các thiết bị của họ với ROM do cộng đồng tạo ra, chẳng hạn như GerdaOS. Nó cũng mang WhatsApp chưa được hỗ trợ cho hầu hết các thiết bị KaiOS không được hỗ trợ, như Nokia 8110 4G.

## Quan hệ đối tác
Kể từ tháng 2 năm 2018, KaiOS Technologies đã hợp tác với Airfind, Facebook, Google, X (tên cũ là Twitter), Bullitt, Doro, HMD Global, Micromax, NXP, Spreadtrum, Qualcomm, Jio, Sprint, AT & T, T-Mobile và Orange SA.
Vào tháng 3 năm 2020, KaiOS Technologies đã hợp tác với Mozilla để mang phiên bản hiện đại của trình duyệt lõi Gecko trong các bản KaiOS tương lai.

## Lịch sử phát hành
| Phiên bản | Công bố           | Tính năng mới                                            |
| --------- | ----------------- | -------------------------------------------------------- |
| 1         | Tháng 3 năm 2017  | Bản KaiOS đầu tiên cho điện thoại nắp gập cơ bản         |
| 2.0       | Tháng 7 năm 2017  | Nâng cấp từ Major Core lên Gecko 48                      |
| 2.5.0     | Tháng 11 năm 2017 | Dịch vụ & Ứng dụng bên thứ ba                            |
| 2.5.1     | Tháng 7 năm 2018  | KaiStore, KaiAccount và các tính năng nâng cao, WhatsApp |
| 2.5.2     | Tháng 12 năm 2018 | KaiAds và SIMBased cust                                  |
| 2.5.3     | Tháng 7 năm 2019  | Nâng cấp nhiều dịch vụ phổ biến, cải tiến dịch vụ vị trí |
| 2.5.3.1   | Tháng 2 năm 2020  | Cập nhật hệ thống, cải tiến thông báo                    |
| 2.5.4     | Tháng 8 năm 2020  |                                                          |